# Journal of Reproduction and Development
Journal of Reproduction and Development is een internationaal, aan collegiale toetsing onderworpen open access wetenschappelijk tijdschrift op het gebied van de
veeteelt en voortplanting van vee.
De naam wordt in literatuurverwijzingen meestal afgekort tot J. Reprod. Dev.
Het eerste nummer verscheen in 1995.